# Vertrag von Vigevano
Der Vertrag von Vigevano vom 7. Oktober 1696, auch Frieden von Vigevano genannt, wurde zwischen Frankreich und dem Herzogtum Savoyen auf der einen Seite, sowie Spanien und der österreichischen Habsburgermonarchie auf der anderen, gegen Ende des Pfälzischen Erbfolgekrieges geschlossen.
Zuvor hatten am 29. August 1696 Frankreich und Savoyen den Vertrag von Turin vereinbart. Durch den Seitenwechsel Savoyens und wegen des gleichzeitigen Krieges gegen die Osmanen, wurde die Situation der habsburgischen Armee in Oberitalien kaum haltbar. Kaiser Leopold I. befürchtete den Abfall der Spanier nach einer möglichen Eroberung Mailands. Herzog Viktor Amadeus II., versorgt mit französischen Subsidien, führte schon eine französisch-savoyardische Armee gegen das spanische Mailand und belagerte Valenza.
Gleichzeitig kamen die Kriegsgegner im Vertrag von Vigevano überein Italien zu neutralisieren. Die österreichischen Truppen unter dem Prinzen Eugen räumten daraufhin den oberitalienischen Kriegsschauplatz. Der Verbündete der Habsburger, Wilhelm III. von Oranien bezeichnete den Vertrag als „Verrat von Vigevano“, Leopold betrachtete ihn hingegen als „das entschuldbare Ergebnis einer Zwangslage“. 1697 schlossen alle Konfliktparteien dann den Frieden von Rijswijk.